# Linia Nevsko-Vasileostrovskaia
Linia Nevsko-Vasileostrovskaia  (în limba rusă: Невско-Василеостровская линия) —  este a treia linie de metrou din Sankt Petersburg. Linia a fost deschisă la 3 noiembrie 1967.  
| Liniile metroului din Sankt Petersburg |                      |  |                          |  |                              |
|                                        | Kirovsko-Vîborgskaia |  | Moscovsko-Petrogradskaia |  | Nevsko-Vasileostrovskaia     |
|                                        | Pravoberejnaia       |  | Frunzensko-Primorskaia   |  | Ohtinsko-Petrogradskaia      |
|                                        | Rjevsko-Kanonerskaia |  | Severnaia                |  | Krasnoseliskaia-Kalininskaia |